# Mazda 5
La Mazda 5 è un'autovettura classificata come monovolume compatta, prodotta dalla casa automobilistica giapponese Mazda a partire dal 2005 al 2010 nella prima generazione (nome in codice Tipo CR) e nella seconda generazione (nome in codice Tipo CW) dal 2010 al 2015.
Nel 2015 è stata cessata la produzione e la vendita, senza essere rimpiazzata con un erede.

## Il contesto
Anticipata dalla concept car Mazda MX-Flexa la versione definitiva della 5 viene presentata soltanto nell'estate del 2005 per entrare in commercio sono nel settembre dello stesso anno. Definita dalla casa come una Compact-Multi Activity Vehicle (C-MAV), ha come caratteristiche peculiari le doppie porte posteriori scorrevoli (le uniche del segmento) e il sistema di abbattimento dei sedili che permette di modulare il vano di carico per passeggeri e bagagli in modo molto ergonomico (sistema Karakuri).
Il telaio di base è stato utilizzato da numerosi modelli del gruppo Ford come le Focus, C-Max, Volvo S40 e anche dalla sorella Mazda 3. Le sospensioni anteriori sfruttano il semplice e affidabile schema McPherson mentre al retrotreno troviamo un più raffinato schema Multilink a bracci multipli.
Il bagagliaio possiede un volume minimo di 112 litri che salgono a 426 litri con la terza fili di sedili in posizione reclinata per arrivare ad un volume massimo di 1.566 litri con anche la seconda fila di sedili abbattuta.
Curata la sicurezza soprattutto nei crash test Euro NCAP dove la 5 ha totalizzato il massimo punteggio (5 stelle) nella protezione degli adulti.
Sul mercato giapponese la vettura viene venduta come Mazda Premacy seconda serie; la denominazione Premacy è stata utilizzata anche in Europa per il modello che la 5 ha sostituito nel 2005. La principale scelta di questo cambio di denominazione è dovuta al fatto che la gamma Mazda venduta in Giappone non ha utilizzato le denominazioni numeriche introdotte nei primi anni 2000 dai modelli 2 e 3 ma ha mantenuto i nomi propri molto graditi dalla clientela giapponese.
Nel novembre del 2007 è stato prodotto l'esemplare numero 275.000 presso l'impianto di Hiroshima; oltre 100.000 sono state immatricolate in Europa rendendo la 5 il terzo veicolo più venduto della gamma Mazda.

## Restyling 2008

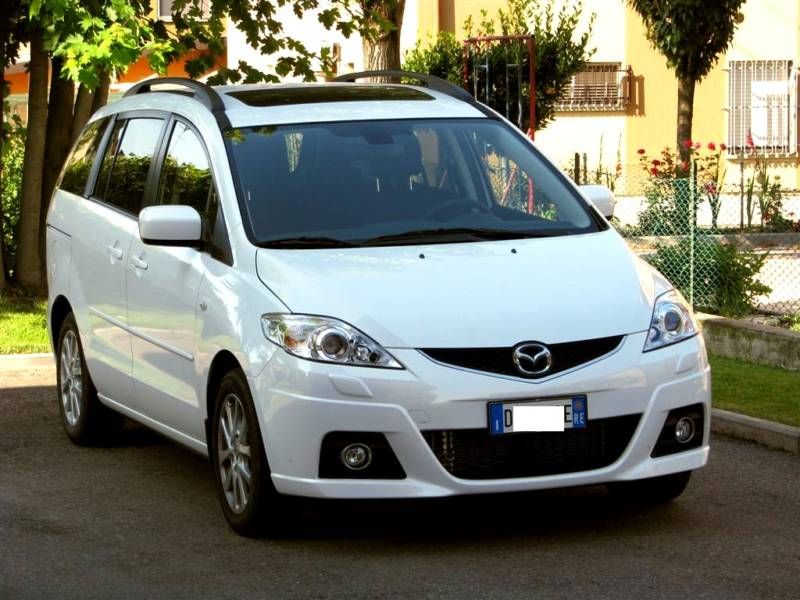
Mazda 5 restyling

Presentata al Motor Show di Bologna nel dicembre del 2007 la versione aggiornata della Mazda 5 presenta un frontale rivisto e leggermente più sportivo grazie all'adozione di nuovi fari leggermente più spigolosi, nuovo paraurti anteriore dotato di inedite nervature e prese d'aria e nuova mascherina che incorpora il logo della casa.
Rivista anche la coda grazie all'adozione di nuovi fari con tecnologia luminosa a Led e sfondo a effetto ghiaccio, nuovi paraurti inferiori e possibilità di aprire elettricamente le porte scorrevoli laterali. Internamente è stato rivisto l'impianto di navigazione satellitare e sono presenti nuove rifiniture color alluminio. Il cambio automatico è stato rivisto sotto il profilo dei consumi (sensibilmente ridotti).

## La versione Hydrogen RE
La versione Hydrogen RE Hybrid è stata presentata insieme alla sportiva di casa Mazda RX-8 Hydrogen RE al Salone dell'automobile di Tokyo nel 2007. Dotata di motore rotativo Wankel Renesis composto da due rotori di 654 cm³ in grado di funzionare sia a idrogeno (potenza 109 cavalli, coppia massima 140 Nm erogati a 5.000 giri al minuto, velocità massima 170 km/h e autonomia pari a 200 km) che a benzina (potenza 218 cavalli, coppia massima 222 N·m erogati a 5.000 giri al minuto, velocità massima 170 km/h e autonomia pari a 550 km). Il serbatoio di idrogeno possiede una capacità pari a 110 litri alla pressione di 350 bar. Il cambio è un manuale a 5 rapporti. Al contrario della RX-8 la produzione in serie al momento non è prevista.

## Motorizzazioni
La Mazda 5 è proposta in Europa con quattro motorizzazioni di cui due benzina (1.8 e 2.0 16V da 116 e 146 cavalli) e due diesel common rail siglati MZR-CD dotati di filtro antiparticolato di serie (2.0 da 110 e 143 cavalli progettati in joint-venture con il gruppo PSA ma prodotti dalla Mazda in Giappone). Il cambio per le motorizzazioni 2 litri è un manuale a 6 rapporti mentre solo per il 2.0 benzina è disponibile come optional un automatico sequenziale a 5 rapporti. Il 1.8 16V invece è abbinato ad una trasmissione manuale a 5 marce. In Asia e Stati Uniti la 5 è disponibile anche con un motore 2.3 16V benzina da 160 cavalli. I dati si riferiscono agli esemplari introdotti col restyling del 2008
| Modello            | Motore                       | Cilindrata cm³ | Potenza         | Trasmissione              | 0–100 km/h (secondi) | Velocità max (Km/h) | Consumo medio (Km/l) | Emissioni CO2 (g/Km) |
| 1.8 MZR 16V        | 4 cilindri in linea, Benzina | 1.798          | 85 kW (116 CV)  | cambio manuale 5 marce    | 11,3                 | 182                 | 13,2                 | 182                  |
| 2.0 MZR 16V        | 4 cilindri in linea, Benzina | 1.999          | 107 kW (146 CV) | cambio manuale 6 marce    | 10,2                 | 194                 | 12,7                 | 187                  |
| 2.0 MZR 16V auto   | 4 cilindri in linea, Benzina | 1.999          | 107 kW (146 CV) | cambio automatico 5 marce | 10,8                 | 192                 | 12,2                 | 194                  |
| 2.0 MZR-CD 16V 110 | 4 cilindri in linea, Diesel  | 1.998          | 81 kW (110 CV)  | cambio manuale 6 marce    | 13,9                 | 177                 | 16,4                 | 162                  |
| 2.0 MZR-CD 16V 143 | 4 cilindri in linea, Diesel  | 1.998          | 105 kW (143 CV) | cambio manuale 6 marce    | 11,0                 | 196                 | 16,4                 | 162                  |